# Lapis manalis
Le Lapis manalis (ou pierre manale) est le nom de deux pierres rituelles, vraisemblablement différentes, de la Rome antique : l'une liée au Mundus, fosse circulaire destinée aux offrandes aux divinités souterraines et creusé lors de la fondation de Rome par Romulus. L'autre liée au culte de Mars, servant à des cérémonies pour faire tomber la pluie et correspondant à une fonction magique de pierre pluviale, que l'on retrouve également dans d'autres traditions européennes.

## Étymologie
Les deux pierres correspondent également à deux étymologies différentes : 
- Les Mânes, des divinités chtoniennes, parfois considérées comme représentant les âmes d'êtres décédés. En tant que divinités appartenant au culte domestique, local et personnel, ils appartiennent largement à la catégorie de « ceux qui habitent en bas », le collectif indifférencié des morts divins. En latin, le mot signifie « bon », soit par antiphrase, soit sans restriction[1]. Le culte des mânes est un culte des ancêtres[2].

- du latin Manamens signifiant écoulement et du verbe Manare signifiant couler, d'où la traduction de pierre qui coule ou pierre qui ruisselle et qui correspond à la deuxième pierre liée aux cérémonies pluviales[3],[4].

## La pierre chtonienne
Le Mundus est chez les Étrusques le nom de  la fosse circulaire destinée aux offrandes aux divinités souterraines, dont l'emplacement est défini par le rite de templum du bornage étrusque de fondation des villes. Chez les Romains, qui ont repris beaucoup des rites étrusques, il est creusé lors de la fondation de Rome par Romulus près du Comitium et correspondrait à l'emplacement occupé par l'Umbilicus Urbis Romae.
La lapis manalis était la pierre sacrée qui couvrait et fermait la fosse, et qui empêchait ainsi la communication entre les morts et les vivants. La pierre était soulevée trois fois par an, le 24 août, le 6 octobre et le 8 novembre, afin que l’âme des morts puisse communiquer avec les vivants : « Jours néfastes et terribles, écrit M. A. Grenier. La foule mystérieuse des esprits d’en bas se répandait à la surface de la terre, dans les villes et dans les maisons des hommes. Il eut été imprudent d’entreprendre en cette occurrence influences funestes, aucune affaire publique ou privée ». À ces occasions, des fruits de la récolte sont jetés sur le site en offrande aux morts.

## La pierre pluviale
Une autre pierre du même nom était déposée dans le Temple de Mars Gradivus, ornée de cent colonnes, proche de la porte Capène et de l'actuelle église San Cesareo de Appia. La pierre aurait été de forme cylindrique
 et peut-être creusée intérieurement. Il a été proposé, sans preuve, que la pierre était une météorite.

### Le rituel
La pierre était invoquée en cas de sécheresse. Le rituel figurait dans la  cérémonie de l'Aquaelicium, sous la forme d'une procession présidée par les pontifes en personne (ce qui atteste son importance). L'acte qui en était l'épisode distinctif s'appelait movere ou trahere lapidem. La pierre qui reposait dans le temple de Mars, à l'extérieur des murs de Rome, était sortie pour être transportée (peut-être roulée) et déposée devant la porte Capène, ou jusqu'au Temple de Jupiter capitolin. L'acte de ramener la pierre dans l'enceinte de Rome était censé provoquer la pluie.
Il semble que, dans le culte initial étrusque, de l'eau était cérémoniellement versée sur la pierre, pour attirer la pluie, dans un acte de magie sympathique.

### Origine de la tradition
Le jurisconsulte Labco évoque des manales petrae, pierres disposées dans les champs, qu'il était d'usage de rouler en temps de sécheresse pour obtenir la pluie. Cette pratique avait été enseignée par les livres sacrés de Tagès et faisait partie de la discipline augurale des Étrusques,.

### Tradition des pierres pluviales ou pierres manales
La tradition des pierres pluviales, déjà connue depuis l'antiquité étrusque, persista au moins sporadiquement en France. Par exemple, jusqu'au milieu du XIXe siècle une procession venait dans un champ nommé le Vas, dans l'Isère, où l'on soulevait une certaine pierre, une fois, deux fois ou trois fois, suivant la quantité d'eau que l'on désirait. Deux cents ans auparavant, cette coutume était constatée au même lieu par un historien local, également propriétaire du champ. Il rapporte que la pierre avait fait anciennement partie de l'autel d'une église détruite.